# 2014 UN225
2014 UN225 est une planète mineure classée comme objet épars.

## Caractéristiques
2014 UN225 mesure environ 310 km de diamètre.